# Цагарада
Цагарада (на гръцки: Τσαγκαράδα) е село в Тесалия, Гърция. В административно отношение попада в областна единица Магнезия в дем Загора-Муреси.
Селото е разположено на 480 m надморска височина на източния склон на планината Пелион. Отстои на 1,5 km югоизточно от Муреси, на 9 km югоизточно от Загора и на около 20 km източно от Волос. На североизток от него се открива гледка към Егейско море.

## Етимология на името
За името на селото има няколко хипотези. Те се основават на чуждици, навлезли в гръцкия от славянски - едната е свързана със значението „хубава гледка“, другата - с „царски град“ („царска града“), според трета - с факта, че тук са се отглеждали много стада.

## История
Смята се, че селото е създадено около 1600 г., но са открити останки от по-древни строежи в околността, както и гробници датирани около 1363 г. Предполага се, че край морето, където още стоят руините от стара крепост, е било първото селище, чиито жители заради честите пиратски набези се изтеглят по-късно към по-високите части на склона на планината.

## Население
Според статистическото преброяване от 2011 г. населението възлиза на 525 жители.

## Забележителности
В селото има няколко църкви, както и други забележителности:
- Св. Параскева, построена през 1719 г. и по-късно обновена в 1909 г.;[1][2]
- Св. Архангели, датираща от 1746 г. с иконостас от венециански тип от 1749 г.;
- Св. Стефан, разположена на едноименния площад, изградена през 1772 г.;
- Св. Кириаки от 1882 г. също с прилежащ към нея площад, носещ името на черквата;[4]
- Богородица (Панагия Мегаломата - в превод „Богородица с големите очи“), разположена край стръмните скали над морето до плажа Факистра, край която в една потулена пещера по време на османското владичество е имало тайно училище;[5][6][7][8]
- 1200-годишният чинар на площада Св. Параскева с диаметър около 14 m;[4]
- Каменен мост от 1728 г. с дължина 18 m и височина на арката 6 m;[2]
- Няколко плажа с кристално чисти води в близост до селото - Милопотамос, Факистра и Каравоцакия, като близо до последния според преданието част от флота на Ксеркс I е бил унищожен.

## Галерия
- Цагарада
- Каменният мост
- Камък от зида около църквата Св. Параскева
- Камък от зида около църквата Св. Параскева
- Хилядолетният чинар в Цагарада
- Скалите по пътя към скритото училище при Панагия Мегаломата